# Крещатая
Крещатая (пол. Chryszczata) — горный массив в Средних Карпатах.
Расположен в пределах Подкарпатского воеводства (Польша) неподалёку от села Команча. Высота 997 м. В длину — 7 км ширина около 3 км. На западных склонах в 1957 году организован заповедник. Верхняя часть склонов горы покрыта лесами, местами — вторичные луга.
Располагался на перекрёстке путей из Перемышля через Лупковский перевал в Закарпатье.
В 1945—1946 годы в этих горах действовал бункер УПА. В 1947 году польские войска его уничтожили.